# Отис Очардс-Ист Фармс (Вашингтон)
Отис Очардс-Ист Фармс (енгл. Otis Orchards-East Farms) насељено је место без административног статуса у америчкој савезној држави Вашингтон.

## Демографија
По попису из 2010. године број становника је 6.220, што је 98 (-1,6%) становника мање него 2000. године.
| Група             | 2000.         | 2010.         |
| Белци             | 5.934 (93,9%) | 5.657 (90,9%) |
| Афроамериканци    | 11 (0,2%)     | 18 (0,3%)     |
| Азијати           | 73 (1,2%)     | 74 (1,2%)     |
| Хиспаноамериканци | 123 (1,9%)    | 224 (3,6%)    |
| Укупно            | 6.318         | 6.220         |